# Club Estudiantes de Baloncesto
El Club Estudiantes de Baloncesto, denominado por motivos de patrocinio Movistar Estudiantes, y coloquialmente Estudiantes o Estu, es un club de baloncesto español fundado en 1948 con sede en la ciudad de Madrid, que compite en la Primera FEB. Fue, hasta 2021, junto al Club Joventut Badalona y el Real Madrid el único club español que había participado en todas las ediciones de la máxima categoría del baloncesto español, desde su creación como Liga Española hasta su sustitución por la Liga ACB; y también ha participado en la fundación de la Asociación de Clubes de Baloncesto.
El Estudiantes ha conseguido varios títulos nacionales y ha participado en veintitrés ocasiones en competiciones europeas, en las que alcanzó las semifinales de la Euroliga, Recopa, Copa Korac, Copa ULEB o FIBA Cup. Célebre por tener una de las academias de juveniles más prolíficas del baloncesto español, el club estudiantil ha formado un notable número de jugadores y entrenadores que han sido campeones del mundo, medallistas olímpicos, jugadores en la NBA o de la selección española.

## Historia y rasgos principales
El Estudiantes fue fundado en el mes de abril del año 1948. En el curso 1947-48, un grupo de alumnos del Instituto Ramiro de Maeztu inscribió en la Federación Castellana de baloncesto un equipo con el nombre "Ramiro de Maeztu" en Tercera División de Castilla, y un año más tarde, en el curso 1948-49 se constituyó formalmente el "Estudiantes", bajo los auspicios y el apoyo decisivo de Antonio Magariños, catedrático de Latín y Jefe de Estudios del Instituto, quien fue el primer presidente del club.
Jugando en las canchas de dicho Instituto, con gran número de equipos de todas las categorías desde alevines a juniors, la cantera del club ha dado como fruto durante toda su historia muchos grandes jugadores y entrenadores del baloncesto español. Entre los jugadores se puede mencionar a Fernando Martín, Alberto Herreros, Carlos Jiménez, Alfonso Reyes, Iñaki de Miguel, Rodrigo de la Fuente, Felipe Reyes, Pedro Robles, Sergio Rodríguez, Antonio Díaz-Miguel, Aíto García Reneses, Jesús Codina, José Ramón Ramos, Vicente Ramos, Juan Antonio Martínez Arroyo, Gonzalo Martínez, José Miguel Antúnez, Gonzalo Sagi-Vela, Víctor Escorial, Miguel Ángel Estrada, Gregorio Estrada, Carlos Suárez, José Luis Sagi-Vela, Vicente Gil, Jaime Fernández, Javier Beirán, Juancho Hernangómez, Darío Brizuela o Nacho Azofra. Entre los entrenadores puede citarse a José Vicente Hernández (más conocido como Pepu Hernández) además de los ya citados Antonio Díaz-Miguel y Aíto García Reneses. Estos tres entrenadores lo fueron de la selección española de baloncesto bajo cuya dirección se lograron tres de sus mayores logros internacionales (un Campeonato del Mundo y dos medallas de plata en Olimpiadas).
En la temporada 1947/48 Estudiantes queda subcampeón de Tercera División de Castilla y asciende a la Segunda categoría. En la temporada 1948/49 asciende de Segunda a Primera y en la 1949/50 alcanza la máxima categoría existente entonces. La primera Liga Española de Baloncesto, organizada por la Federación Española de Baloncesto, se disputó en el año 1957 con seis equipos: Aismalibar, F. C. Barcelona, Estudiantes, Juventud de Badalona, Orillo Verde de Sabadell y Real Madrid. El Real Madrid y el Estudiantes participaron como primero y segundo del Campeonato de Castilla. 
Estudiantes ha sido cuatro veces subcampeón de la Liga española y tres veces campeón de la Copa. A nivel internacional, desde 1973 ha participado en competiciones europeas en veinticuatro temporadas jugando la Euroliga, la Recopa, la Copa Korac, la Copa Saporta, la Copa ULEB, y la FIBA Cup. Estudiantes jugó la final a cuatro de la Euroliga en Estambul en 1992 y fue subcampeón de la Copa Korac en 1999. También jugó la final a cuatro de la FIBA Cup, en 2007.
El Club Estudiantes ha sido también uno de los dos únicos clubes de baloncesto español con equipos en las dos más altas competiciones nacionales masculina y femenina durante varias temporadas. Estudiantes fue el primer club en  tener equipo en la liga ACB y en la primera división femenina al mismo tiempo. Ya en la temporada 2008/09 era el único club de baloncesto español con esa característica. El equipo femenino existe desde 1989. Tiene una cantera de más de 400 jugadoras. El Estudiantes femenino tiene el récord de asistencia a un partido de baloncesto femenino en España con 13.481 asistentes, en 2025.

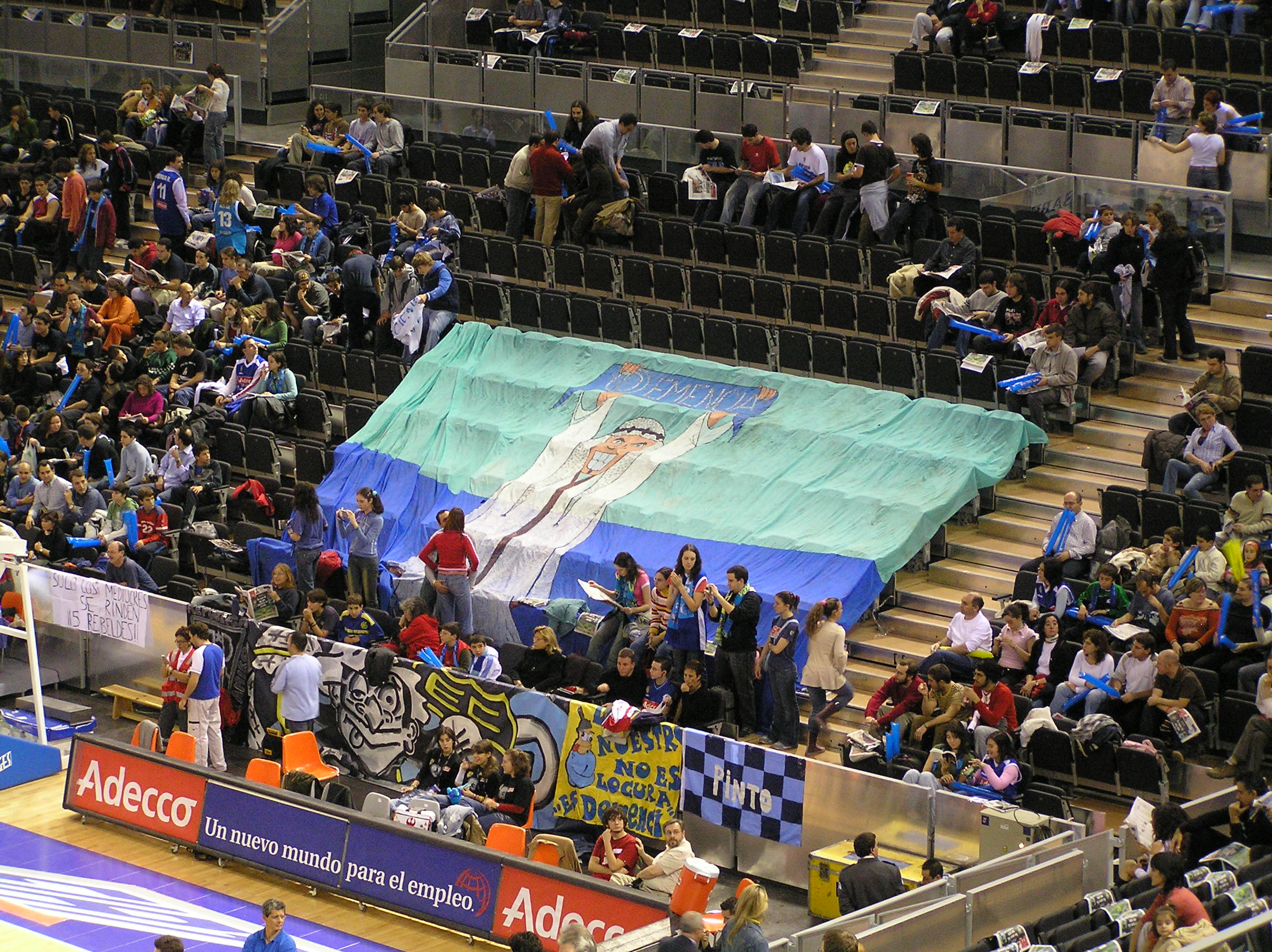
La Demencia en un partido de liga.

Destaca también su imaginativa afición, conocida como "La Demencia", que anima a su equipo constantemente y que hacen del humor y la ironía una forma de ver el baloncesto. La Demencia ha recibido incluso reconocimientos oficiales. La afición estudiantil en gran medida considera viable la filosofía de mantener a Estudiantes como equipo "de patio de colegio", el origen del club, aun dentro de un baloncesto cada vez más profesionalizado. El hecho de que algunos o muchos de los "dementes" vayan disfrazados de árabes tiene poco que ver con su solidaridad con el movimiento palestino: está relacionado más bien con el momento histórico en el que se popularizó con éxito el nombre de Demencia para la hasta entonces "hinchada" a secas, en los primeros años de la democracia española (la asimilación con personajes musulmanes, como Jomeiní, resultaba altamente provocadora en un país que acababa de superar una dictadura nacional-catolicista; además de ser más fácil imitarlos con un disfraz que a otros habituales personajes de la Demencia, como Juana la Loca). Corrían los años 1975 y 1976, y funcionaban en el Instituto Ramiro de Maeztu varios “grupos políticos clandestinos”, que en un momento dado se fusionan bajo el nombre de Demencia, inventando gritos ("demencia, demencia, la madre de la ciencia") y realizando gamberradas como la de ir a cortar el tráfico de la "plaza de los delfines" al iniciarse las vacaciones de Navidad. Aunque el origen de la Demencia no se encuentra en el baloncesto, puesto que tenían acceso preferente a los partidos de Estudiantes dada su condición de alumnos del Instituto, trasladaron allí sus surrealistas reivindicaciones políticas. Sí existía, con anterioridad a la Demencia, una grada de animación conocida como "La Claqué" que, al menos desde 1957, inventaba cánticos que luego reproducían en los partidos, destacando el dedicado a Garibaldi, un esqueleto así bautizado en honor al militar italiano que se convertiría en uno de los iconos de la afición estudiantil: con el auge de La Demencia, "La Cla" acabaría integrándose en ella. También destacan otros grupos de animación como "La Peña Rafa", "Impresentables" y "Los Padrinos", de más reciente creación.
En la temporada 2011/2012 la asistencia media de espectadores al Palacio de los Deportes de la CA de Madrid durante la liga regular fue de 10.412 personas. Este dato colocó a Estudiantes como equipo más seguido en la cancha de toda la ACB.
Estudiantes se caracteriza, por su origen e historia, por el entusiasmo, la pasión por el baloncesto, y un cierto romanticismo, poniendo el buen juego por encima de los resultados en muchas ocasiones. También se caracteriza por una gestión del club entusiasta y aficionada, que ha deparado dulces victorias, también ciertas sombras y un número de trofeos más bien magro. Es proverbial la intensa rivalidad con el Real Madrid, lo cual explica el hermanamiento existente con la afición del Atlético de Madrid y los periódicos rumores sobre la adquisición por parte de los rojiblancos del club estudiantil para intentar su saneamiento financiero.
El Estudiantes (el "grupo Estudiantes") está organizado de la siguiente manera: de un lado se encuentra la Sociedad Anónima Deportiva (S.A.D.) creada en 1991 que se ocupa del equipo que compite en la Liga ACB; de otro, el Club propiamente dicho (la sociedad civil fundada en 1948), que se ocupa de la cantera; en tercer lugar, la Fundación, que gestiona las actividades con niños y niñas con capacidades diferentes -siendo reconocido su papel social, y adquiriendo notoria relevancia mediática a raíz del estreno de la premiada película Campeones-, así como otras concesiones administrativas; y por último Sport Media & Sponsoring, una línea de negocio especializada en marketing deportivo y en la comercialización de espacios publicitarios. Desde el año 2005 (siendo la última ocasión 2020) se han venido realizando ampliaciones de capital, poniendo a la venta acciones de la Sociedad Anónima Deportiva que sustenta al equipo de liga ACB del club por 6 euros cada una (valor nominal), con el objetivo de financiar el club y fomentar la participación del mayor número de aficionados en la propiedad del club.

## Momentos míticos

### 1947, fundación
Los jugadores cofundadores del Estudiantes fueron los siguientes: Luis Martínez Arroyo (el primero de una de las sagas más importantes de la historia colegial), Bermúdez, Varela, Rafael Laborde, José Luis Cela (hermano de Camilo José Cela), Abad, Bitteti, Valle o Morejón y Jareño entre otros.

### Entre 1948 y 1960
- 1948: Un grupo de alumnos del Instituto Ramiro de Maeztu se inscribe en el campeonato existente en Madrid, en Tercera División. El equipo queda campeón y sube a Segunda División a la siguiente temporada.
- 1954-55 y 1955-56. Los inicios de la rivalidad con el Real Madrid: Estudiantes Campeón de Castilla, en las dos temporadas, ante el Real Madrid. En la temporada 55-56 Estudiantes quedó además tercero en el Campeonato de España, el único campeonato existente en la época de nivel nacional.
- 1957: Participa en la primera liga nacional, con otros cinco equipos.

### Década 1960-70
- 1962-63: Campeón de Copa, por primera vez. Ganó la final al Real Madrid por 94-90. También fue ese año subcampeón de Liga, tras el Real Madrid. En la temporada anterior 61-62, Estudiantes ya había sido subcampeón de Copa (perdiendo la final ante el Real Madrid por 80-66, en Barcelona) y tercero en la Liga (tras Real Madrid y Juventud).
- 1963-64: Final de consolación por el tercer puesto de la Copa, jugada en Lugo. Resultado Estudiantes 114 - 62 R. Madrid. Es la victoria más abultada sobre el gran rival. Jugaban entre otros, Juan Antonio Martínez Arroyo, Aíto García Reneses, José Luis Sagi-Vela.
- 19 de marzo de 1967: Último partido de la liga 1966-67. Victoria sobre el Real Madrid por 77-75, con la mítica canasta de Emilio Segura, que salió en los últimos segundos. Estudiantes estaba compuesto por Juan Antonio Martínez Arroyo, Vicente Ramos, Gonzalo Sagi-Vela, Javier Codina, Romero, Pablo Bergia, Pedro Cifré, García y, claro, Emilio Segura. El entrenador era Ignacio Pinedo. La victoria de Estudiantes dio la Liga al entonces Juventud de Badalona. Fue la primera liga que ganó el Joventut y Estudiantes acabó quinto. Al año siguiente, en Badalona, el Joventut ofreció al Estudiantes una placa a la deportividad y durante dos minutos el público badalonés estuvo aplaudiendo en pie. Durante las décadas de los sesenta y setenta el Real Madrid ganó 16 ligas seguidas, desde la temporada 1959-60 hasta la 76/77, exceptuando esa de 66-67. Actualmente un grupo de la afición estudiantil se denomina "Peña Emilio Segura" en recuerdo de la gesta protagonizada por el jugador estudiantil, que es socio honorífico de esta peña.
- 9 de marzo de 1969: En el partido contra el San Josep de Badalona, con victoria de Estudiantes por 116 a 73, José Luis Sagi-Vela estableció el tope absoluto de anotación individual de un jugador de Estudiantes, al conseguir 50 puntos. Quince años más tarde la marca sería igualada por David Russell.

### Década 1970-80
- Son unos años con grandes y entrañables jugadores, con el club y la afición asentados en el Pabellón Magariños, inaugurado en 1971, y donde la Demencia empieza a estar más organizada. Juegan Juan Antonio y Fernando Martínez Arroyo, Andrés Soriano Más (luego médico del club), Gonzalo, José Luis y Alfonso Sagi-Vela, "Pello" Cambronero, José Luis y Juan Manuel Beltrán, Olaizola, Mariano Bartivas, Pablo Bergia, Ignacio Pinedo (hijo), Charly López Rodríguez. Es la época en que empieza a jugar el primer americano remunerado en Estudiantes, Ron Taylor. Los entrenadores fueron Ignacio Pinedo, durante casi toda la década, y, después Chus Codina, Fernando Bermúdez al ser cesado el anterior, y José Ramón Ramos. Entre los grandes logros, dos subcampeonatos de Copa, en 1973 y 1975; y las primeras participaciones en competiciones europeas, en concreto la Recopa.
- 1973: Estudiantes llega a la final de la Copa denominada en aquella época del Generalísimo, disputada en Valencia, en la que pierde contra el Real Madrid por 123-79.
- 1973-1974: Estudiantes disputa por primera vez competición europea oficial, la Recopa, al haber sido subcampeones de la Copa nacional y el campeón de ésta, el Real Madrid, disputar la Copa de Europa. Los colegiales debutaron ante el Benfica portugués en segunda ronda. Tras eliminar al Mounier Wels en octavos de final, y pasar como segundos en la liguilla de cuartos (en la que el equipo del Ramiro compartió grupo con el Spartak de Brno, que acabó primero con el Steaua de Bucarest) Estudiantes cayó en semifinales ante el Estrella Roja yugoslavo, a la postre campeón.
- 1975: Estudiantes llega a la final de la Copa del Generalísimo, en Jerez, en la que pierde ante el Real Madrid por 114-85.
- 1975-76: Estudiantes vuelve a disputar la Recopa por los mismos motivos que el año del debut. En octavos de final eliminó al Honka Playboys. En la liguilla de cuartos de final llegó uno de los grandes momentos épicos de la historia del Estudiantes, al quedar primeros de grupo pese a que en él estuviera también el gran favorito de la competición, el Cinzano Milán. En el partido de ida los italianos apalizaron al Estudiantes por 107-82. En la vuelta en el Magariños, los colegiales devolvieron la paliza ganando 106-72, asegurándose el primer puesto del grupo y el rival más fácil en el cruce de semifinales, el ASPO Tours. Pero los franceses eliminarían a un confiado Estudiantes, y el campeón acabaría siendo el Cinzano Milán.
- 1978: Susto con el partido por la permanencia en Primera División (temporada 77/78) con el Mataró resuelto con un claro 113-90.

### Década 1980-90
- 1980-81 Subcampeones de liga, por tercera vez. Se reúne un equipo de ensueño en el que jugaban en el quinteto titular: Fernando Martín (júnior con 19 años, en su segunda temporada en el equipo sénior), Vicente Gil, Alfonso del Corral, Charly López Rodríguez y Slab Jones. También jugaban Sánchez Burgues, Gibson, JL Beltrán, Chinche Lafuente, De Dios. El entrenador era Jesús Codina. El equipo jugaba de manera muy consistente y encestaba habitualmente más de 100 puntos por partido. Solamente el Barcelona resistió en el Palau, quedando campeón de liga ese año. Un resultado curioso e indicativo del potencial del equipo es que el 9/11/1980 empata a 94 en la Ciudad Deportiva del Real Madrid, ante el gran rival madrileño. Fernando Martín fue seleccionado para el equipo de España por primera vez esa temporada.
- 1981-1982: la mayor parte de los jugadores claves de la temporada anterior son fichados por clubes de mayor potencial económico y rivales directos. Por ejemplo, Fernando Martín fue fichado por el R. Madrid en el verano de 1981. Después de 11 años jugando en diferentes equipos de Cataluña, vuelve al club Víctor Escorial.
- 1983-1984. Comienzo de la era ACB. Eliminatoria por la permanencia en Primera División con el Peñas Recreativas de Huesca a tres partidos salvada in extremis.
- 1984-85 Comienza a reconstruirse un equipo más competitivo. Llega David Russell y vuelve Vicente Gil. Esa misma temporada, David Russell empató con José Luis Sagi-Vela el tope máximo de anotación individual de un jugador de Estudiantes, al conseguir 50 puntos en el partido que enfrentó a Estudiantes contra el Caja de Álava (Baskonia), el 20 de octubre de 1984 (Caja de Álava 107- Estudiantes 89).
- 10-10-1984. Temporada 1984/85. Partido de debut de John Pinone, (que venía a sustituir a Craig McCormick) contra el Real Madrid, en el Pabellón de este último. Resultado 98-86. Pabellón lleno a rebosar, con la atmósfera muy cargada habitual de aquel pabellón en aquellas ocasiones. Recién bajado del avión, con aquel equipo en el que destacaban solo Vicente Gil y David Russell, John Pinone realizó una actuación soberbia mandando al banco por faltas a Fernando Martín, Romay y Robinson, aunque no fue suficiente para conseguir la victoria estudiantil. John Pinone abría así una época mítica en Estudiantes, siendo uno de sus jugadores icono durante años.
- 1985-86: Campeón de la Copa Príncipe de Asturias ante el Granollers. Este torneo daba derecho a participar en competiciones europeas. En las temporadas 1984-85, 85-86, 86-87 Estudiantes llega a cuartos de final en la liga. David Russell ganó el primer concurso de mates de la ACB, en Don Benito (Badajoz). El entrenador era Paco Garrido y en el equipo jugaban Vicente Gil, Carlos Montes, David Russell, John Pinone, Javier García Coll, Pedro Rodríguez, Ion Imanol Rementería, Héctor Perotas, Chinche Lafuente y E.Moreno (juvenil).
- 28/3/1987: Cuartos de final liga 1986-1987, segundo partido de la eliminatoria contra el R. Madrid. El Pabellón Antonio Magariños, abarrotado, con gente en los pasillos y las escaleras. Resultado, después de tres prórrogas: Estudiantes 121-115 R. Madrid. Este partido sigue siendo en 2006 el partido de play off de la historia ACB con máxima anotación conjunta (236 puntos) y también con una extraordinaria marca de anotación individual de David Russell (43 puntos), que jugó fabulosamente. Gran partido también de Pinone. Ese partido es recordado por muchos aficionados del Estudiantes con mucho cariño, por cómo los jugadores demostraron el amor a los colores de su equipo. Como todavía se permitía fumar en aquella época en ese tipo de locales, al final del partido, después de las tres prórrogas, costaba ver a los jugadores en la pista del humo que había. La plantilla de Estudiantes en esa temporada era: Vicente Gil, Carlos Montes, David Russell, John Pinone, Javier García Coll, Pedro Rodríguez, Ion Imanol Rementería, Abel Amón, Alberto Sanz y José Miguel Antúnez. El entrenador era Paco Garrido. Aquel año Estudiantes acabó finalmente quinto en la liga.

### Década 1990-2000
- 1990-91: Logros en Liga y Copa. Semifinalista en la Liga, quedando tercero al ser eliminado por el luego campeón Barcelona, y subcampeón de Copa, también ante el FC Barcelona por 67-65. Juan Antonio Orenga fue nombrado Mejor Jugador de la final de Copa.
- 1992: Después de la buena temporada anterior, el equipo continúa creciendo y en ese año llegan una serie de resultados históricos. Ese año jugaban Pablo Martínez, Juan Aísa, Juan Antonio Orenga, Ricky Winslow, Alberto Herreros, John Pinone, Nacho Azofra, Pedro Fernández, Alfonso Reyes, J.A. Aguilar y César Arranz. El entrenador era Miguel Ángel Martín Fernández, quien tenía como ayudante a José Vicente Hernández, Pepu.
  - Por una parte, Estudiantes se proclamó Campeón de Copa, por segunda vez en su historia, ante el CAI Zaragoza, por 61-56, en Granada. John Pinone fue nombrado Mejor Jugador del Torneo. En esa final, Nacho Azofra salió desde el banquillo, pues estaba lesionado, y Ricky Winslow hizo un mate final espléndido. En los cuartos de final de la Copa, Estudiantes eliminó al Real Madrid con un triple de Juan Aísa en el último segundo. En semifinales, ganó al Joventut en un extraordinario partido de Pablo Martínez.
  - En cuanto a la liga, en las semifinales, Estudiantes fue eliminado por el Joventut por 3-2. Estudiantes ganó el primer partido en Badalona, y en el segundo perdió en la prórroga, a la que se llegó después de fallar Estudiantes dos de tres tiros libres con el tiempo ya a cero. El Joventut se proclamó posteriormente campeón de liga.
  - Pero el año 92 es sobre todo recordado por el mayor hito europeo de Estudiantes. En la liga Europea, Estudiantes ganó en las rondas intermedias, por ejemplo, al Aris de Salónica de Nikos Galis, con un juego de ensueño. En su grupo clasificatorio Estudiantes quedó segundo, por delante de equipos de la talla del Philips Milan y del Partizan de Belgrado. En cuartos de final, Estudiantes disputó con el Maccabi el acceso a la Final a Cuatro. Maccabi ganó en Tel Aviv y Estudiantes forzó el tercer partido al ganar en Madrid el segundo. El tercer partido se jugó con lleno total, ganando en el Palacio de los Deportes de Goya de Madrid con victoria por 3 puntos, con un resbalón de Doron Jamchi seguido de mate de Winslow fuera de tiempo. La Demencia desplegó una espectacular pancarta en español y en hebreo con referencia a la espada de Alá y la mano de Elías (With Allah´s sword we will cut Elliah´s hand - Con la espada de Allah cortaremos la mano de Elías. Recordar que "La mano de Elías era el nombre del pabellón macabeo antes de jugar en el Nokia Arena actual) En Estambul, Estudiantes disputó la semifinal con el Joventut (enfrentamiento obligatorio en aquella época cuando había dos equipos del mismo país en la Final a Cuatro). Como curiosidades de aquella Euroliga, el campeón fue el Partizan de Belgrado, entrenado por Obradovic y donde jugaba Aleksandar Djordjevic, que ganó la final al Joventut con un triple de este jugador sobre la bocina. El Partizan tuvo que jugar toda la Euroliga fuera de Yugoslavia y escogió como domicilio Fuenlabrada. Ganaron todos los partidos de casa excepto uno: con Estudiantes.
- 1992-93: El mayor logro es llegar a semifinales siendo eliminados por 3-2 por el Real Madrid de Arvydas Sabonis, que fue campeón. El equipo de Estudiantes de aquellas temporada jugaba muy bien y muy compenetrado, con raza y clase, con buenos bases (Nacho Azofra, Pablo Martínez) tiradores excelentes (Herreros y Cvjeticanin) y en el interior: Pinone, Vecina, Orenga y Alfonso Reyes Cabanas. Además completaban la plantilla Ricky Winslow y Juan Aísa, grandes jugadores polivalentes. También jugaban jóvenes como J.A. Aguilar. El entrenador era Miguel Ángel Martín, y su ayudante José Vicente Hernández.
- 1993-94: Otra vez semifinalista y derrotado por el posterior campeón.
- 1996-1997: Estudiantes consigue el tercer lugar en la Liga, eliminado en semifinales por el Barcelona, que acabó campeón. Jugaban: Nacho Azofra, Carlos Jiménez, Iñaki De Miguel, Juan Aísa, Chandler Thompson, Shaun Vandiver. El entrenador era José Vicente Hernández, "Pepu".
- 1997: Semifinalista de la liga, una vez más eliminado por el Barça de Epi y Djordjevic, en el primer año sin Alberto Herreros, que esa temporada se había ido al Real Madrid.
- 1998: Con la huelga patronal de la NBA, el patrocinador principal Adecco se plantea el fichaje de Michael Jordan. Se llega a realizar una oferta a través de Adecco Mundo, pero el lockout acaba antes de lo esperado y la operación no llega a fructificar.[15]
- 1999: Estudiantes es subcampeón de la Copa Korac, en una final española a doble partido. Estudiantes-Barcelona CF (93-77 en la ida en Madrid, y 97-70 en la vuelta, en Barcelona). En la ida, magnífico partido tanto en el juego interior como exterior por parte de Estudiantes. Estudiantes acababa de perder a Chandler Thompson en las semifinales con una grave lesión (Thompson tenía una capacidad de salto portentosa, fue 4 veces ganador del concurso de mates ACB) y el segundo americano no podía jugar por las reglas FIBA y, por tanto, Estudiantes tenía serias dificultades en los rebotes. Al principio del partido, otra lesión: Enrique Bárcenas se rompió la nariz ante el jugador barcelonista Milan Gurović. Solamente después del descanso consiguió Estudiantes romper la igualdad, llegando a establecer una diferencia máxima de 20 puntos, que el Barcelona consiguió reducir al final a 16 cuando Estudiantes tuvo muchos jugadores eliminados por faltas y jugando con sus últimos jugadores disponibles, que eran dos juniors (Braña y Felipe Reyes). En el partido de vuelta en Barcelona, sin embargo, el mismo Barcelona que había perdido en Madrid por 16 puntos (con Djordjevic, Rentzias, Fernández, Alston, Gurovic, Nacho Rodríguez), consiguió ganar por 27 puntos, proclamándose así campeón de la Copa Korac 1999.

### Década del 2000
- 2000: Estudiantes se proclama campeón de la Copa del Rey en Vitoria, al ganar al Pamesa de Valencia por 73-63. Jugaban: Carlos Jiménez, Nacho Azofra, Alfonso Reyes, Chandler Thompson, Shaun Vandiver, Felipe Reyes, Gonzalo Martínez, Juan Aísa. El entrenador era José Vicente Hernández. Estudiantes eliminó en cuartos al anfitrión, el Tau Cerámica; y en semifinales al Caja San Fernando de Sevilla. Esa temporada Estudiantes realizaba un juego muy consistente. Estudiantes fue semifinalista en la liga, perdiendo ante el Real Madrid una eliminatoria vibrante por 3-2, resuelta en el último segundo del quinto partido en el pabellón Saporta, al fallar Chandler Thompson una bandeja. Djordjevic había pasado esa temporada desde el Barcelona al Madrid.
- 2001-2002: Semifinalista de Liga. En cuartos de final elimina al R. Madrid por 3 victorias a 2, con factor campo adverso, por primera vez en playoffs. Azofra rozó la perfección frente a Raúl López, justo antes de iniciar este su periodo en la NBA. La Demencia, siempre original, mostró una pancarta con alusión a la marcha del base de Vic a Salt Lake City que decía: Utah, se siente, Azofra no se vende.
- 8/3/2003: partido de liga regular 2002-03, Real Madrid 59 - Estudiantes 84. Una de las más abultadas victorias en el campo del Real Madrid en esa época del 2000. El balance victorias/derrotas con el Real Madrid comienza a ser habitualmente favorable a Estudiantes. El equipo "de patio de colegio" es en esa época claramente el "primer equipo de Madrid".
- 2003-2004: Subcampeón de liga por cuarta vez y primera en la era ACB, el mayor éxito en los años 2000.

En cuartos de final elimina al R. Madrid por 3-1. Estudiantes perdió el primer partido en casa con un gran partido de Bennett en la prórroga, pero después ganó los tres siguientes, y el cuarto y último en el pabellón del Real Madrid (más tarde ese pabellón sería demolido). Los resultados fueron:
1.er. partido, en Madrid (Vistalegre-(Est)): Estudiantes - R. Madrid 85-87 OT
2.º partido, en Madrid (Saporta-(RM)): R. Madrid - Estudiantes 70-95
3.er. partido, en Madrid (Vistalegre-(Est)): Estudiantes - R. Madrid 73-66
4.º partido, en Madrid (Saporta-(RM)): R. Madrid - Estudiantes 85-90
Semifinal Tau Vitoria- Estudiantes (2-3). Gran victoria con factor cancha en contra, ante el equipo líder de la fase regular y gran favorito para el título, y con victoria final en Vitoria. De aquí se acuñó la famosa frase "Lo veo tan chungo, tan rematadamente difícil, que es hasta posible", usada posteriormente para la complicada final contra el FC Barcelona. Los resultados fueron:
1.er. partido, en Vitoria: Tau - Estudiantes 87-76
2.º partido, en Vitoria: Tau - Estudiantes 74-77
3.er. partido, en Madrid: Estudiantes - Tau 77-75
4.º partido, en Madrid: Estudiantes - Tau 91-99
5.º partido, en Vitoria: Tau - Estudiantes 84-97
Final Barcelona - Estudiantes (3-2). Derrotas mínimas en Barcelona y victorias en Madrid contundentes.
1.er. partido, en Barcelona: Barcelona - Estudiantes 79-78
2.º partido, en Barcelona: Barcelona - Estudiantes 80-74
3.er partido, en Madrid: Estudiantes - Barcelona 82-72
4.º partido, en Madrid: Estudiantes - Barcelona 85-68
5.º partido, en Barcelona: Barcelona - Estudiantes 69-64
Como anécdota, Sergio Rodríguez debutó en la ACB en el último minuto del último partido, anotando una penetración por encima del poste, por aquel entonces culé Patrick Femerling. Esa temporada "Pepu" fue nombrado entrenador del año por votación de los entrenadores ACB. Los aficionados del Estudiantes visitaron la "plaza de los delfines" y se bañaron en su fuente en numerosas ocasiones durante los playoffs: en la semifinal, y en la final, tras cada victoria e incluyendo también el último partido, aunque no supusiese conseguir el campeonato.
- 2004/05: Estudiantes eliminó al Barcelona, vigente campeón entonces, por 3-1 en cuartos de final de los play offs con el factor campo adverso, ganando el primer partido en Barcelona. En semifinales, fue eliminado por el Real Madrid. El Real Madrid tenía a su favor el factor campo y acabó ganando la liga en la final frente el Tau.
- 2005/06: Tras un inicio complicado de temporada en donde el equipo coqueteó con la parte baja de la tabla y no consiguiendo la clasificación para la Copa del Rey (desde la temporada 98/99 no ocurría), Juan Antonio Orenga fue destituido como entrenador llegando Pedro Martínez en su lugar. El equipo logró clasificarse para los Play-Off, algo que al principio de temporada era un objetivo prácticamente inalcanzable. Estudiantes fue eliminado en los cuartos de final por el Unicaja de Málaga, que posteriormente se coronaría como campeón de liga firmando la mejor temporada de su historia.
- 2006/07: Esta temporada supuso un fin de un ciclo en Estudiante con la salida de jugadores clásicos como Carlos Jiménez y Nacho Azofra. Por su parte, regresaron viejos conocidos como Gonzalo Martínez y el americano Marlon Garnett. Un curso discreto para los colegiales que destacó por la marcha de Pedro Martínez a mitad de campaña por el técnico de la casa Mariano de Pablos. Estudiantes acabó 9.º no pudiendo entrar en los play off, situación que no se daba desde 1984. Lo más positivo de la temporada para el cuadro colegial fue alcanzar las semifinales de la ULEB Cup.
- 2007/08: 2008 supuso el año en que Estudiantes estuvo a punto de descender a la liga LEB (segunda división). Hasta la última jornada el equipo no logró la ansiada permanencia que desde el principio de temporada estuvo en peligro. Velimir Perasovic, que sustituyó a Mariano de Pablos en el banquillo a mitad de campaña, se convirtió en uno de los héroes de la salvación estudiantil junto a jugadores como Pancho Jasen, Sergio Sánchez y Gonzalo Martínez.

### Década del 2010
- 2011/12: El año del descenso. La vuelta del querido Pepu no fue ni mucho menos positiva para el club. Tras un inicio de temporada en donde parecía que Estudiantes no lograría grandes éxitos pero tampoco grandes fracasos, el equipo se fue hundiendo poco a poco en la parte baja de la tabla hasta entrar en puestos de descenso. Ni la salida de Pepu Hernández en favor de Trifón Poch, ni la incorporación de jugadores de prestigio como los americanos Chris Lofton, el exmadridista Louis Bullock, Tariq Kirksay o el base Willie Deane consiguieron salvar a un Estudiantes que descendió en la última jornada a ojos de un abarrotado Palacio de los Deportes. Las grandes actuaciones de Jayson Granger y Germán Gabriel, los dos motores del peor Estudiantes de la historia, no fueron suficientes para evitar el descenso. Sin embargo, la crisis económica jugó a favor del club, ya que uno de los equipos en ascenso no logró completar la inscripción en ACB. De este modo, Estudiantes evitó el descenso.
- 2015/16: Segundo descenso en 4 años. La directiva decide prescindir de Txus Vidorreta y apostar por Diego Ocampo, con tan sólo un año de experiencia en ACB), para darle aire fresco al club. Canteranos de Estudiantes como Darío Brizuela o Juancho Hernán Gómez que venía de una grave lesión de rodilla, tiran del carro en el primer tramo de la temporada, marcado por el bajo rendimiento de los fichajes extranjeros (Zach Graham, Brandon Thomas y posteriormente Tony Mitchell) y que sitúa al equipo en los puestos de descenso. Como si de un calco de lo ocurrido cuatro temporadas atrás, el club decide cambiar de entrenador a mitad de temporada para evitar el descenso. Sergio Valdeolmillos se pone el frente del equipo, que incorpora a jugadores como Nico Laprovittola, Levon Kendall y Diamon Simpson con un rendimiento bastante regular y bueno considerando las circunstancias. En la última jornada, Estudiantes llega con opciones de evitar el descenso siempre y cuando ganase su partido contra el último de la tabla, Gipuzkoa Basket, y Manresa perdiese contra Laboral Kutxa Baskonia. Pese a que Manresa pierde, Estudiantes no logra ganar en casa del colista y certifica su segundo descenso en su historia. Como sucediera en 2012, nuevamente ante la imposibilidad de ascenso por incapacidad económica de los equipos de la Liga LEB a los que les hubiera correspondido ascender, retuvo el Estudiantes su plaza en la máxima categoría del baloncesto español.[16] La ACB cambió sus criterios y exigencias para pertenecer a la máxima categoría, y la directiva del club, en contra de la inmensa mayoría de "la Demencia" y el resto de la afición estudiantil, buscó salvarse en los despachos. Nadie parece recordar que otros clubes también han salvado la categoría por incapacidad económica de los equipos que ascienden. El hecho que la Comunidad de Madrid interceda para cambiar y aumentar los criterios de ascenso va en contra de la filosofía del baloncesto. Aun así la afición estudiantil sigue llevando a mucha gente a la cancha. Debido a todo esto, el que antes podría ser un equipo respetado, ha pasado a ser odiado por todos. La directiva es la culpable directa, y así lo refrendan sus propias palabras mientras siguen siendo incapaces de otorgar solidez a un equipo con semejante respaldo.
- 2019/20: Una vez más se atisbaba el descenso, marchando el equipo último clasificado a falta de once jornadas. Sin embargo, la crisis del coronavirus y la consiguiente reorganización de la competición, prohibiendo los descensos esa temporada, salvó al equipo de dicho descenso, que hubiera podido suponer su desaparición.[17] La realidad es que esta vez sí sería injusto condenar a cualquier equipo a descender habiéndose jugado solo 23 partidos de un total de 34 de Liga Regular en un año con condiciones excepcionales por el covid. A esas alturas el equipo llevaba 5 Victorias y 18 Derrotas, faltando 11 partidos por disputar y situándose evitar el descenso en torno a las 12 o 13 victorias, hubiera precisado de unas 6 victorias más para pelear evitar el descenso, algo que a todas luces hubiera resultado complicado. Más aún viendo la trayectoria del equipo de los últimos años y esa temporada.

### Década del 2020
- 2020/21: Tras varios años evitando in extremis el descenso de categoría, este se produjo en esta temporada, finalizando el equipo en penúltima posición y poniendo fin a una trayectoria de sesenta y cuatro años en la élite del baloncesto español.[18]

- 2021/22: En su primera temporada en LEB Oro disputó la primera plaza que otorga el ascenso directo, que se llevó el Granada. Después de perder contra el propio Granada en casa por dos puntos en un partido apretado, de ganar la Copa de la Reina jugando tal final en su sede, El Palacio de los Deportes de Madrid, perder finales de partido en partidos apretados y polémicos contra el Valladolid y Palencia, perder en un día inspirado de un equipo con mucho mérito y recién ascendido, Juaristi, jugó el "Play-Off" por el ascenso contra otros 8 equipos en la que contaba con el factor cancha salvo en la final, la cual en teoría se debe jugar en terreno neutral. En las dos primeras eliminatorias al mejor de 5 partidos (quien llegue a 3 victorias) es capaz de vencer con cierta solidez a dos de sus rivales más duros y ante los que ha sufrido derrotas en esta temporada. Valladolid y Palencia. Los primeros notaron la falta de fondo de armario y también llegaron cansados al final de temporada. Los segundos esta vez no fueron capaces de llevarse el gato al agua y Estudiantes se plantaba en la final a partido único, definitivo, por el ascenso contra el Bàsquet Girona de Marc Gasol. En este partido disputado en Gerona el conjunto madrileño perdió por 66-60 continuando así una temporada más en la segunda categoría del baloncesto español.

## Colores y símbolos

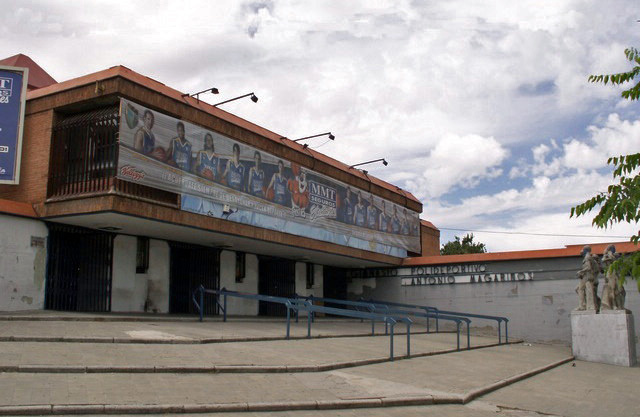
Acceso al pabellón Antonio Magariños.

Los colores del uniforme del equipo en la temporada 2011-12 son azul oscuro (primera equipación) y gris (segunda equipación), Durante anteriores temporadas, fueron de diversos tonos de azul (oscuro, celeste...), y también ha vestido de negro, rojo, amarillo...
Los colores originales en 1948, cuando fue fundado el club, eran simplemente el equipamiento para gimnasia de los alumnos del Instituto Ramiro de Maeztu: camiseta azul y pantalón blanco. Dependiendo del patrocinador principal, Estudiantes ha vestido también, además de los colores anteriores, de azul claro, amarillo, negro, verde, e incluso en segundas equipaciones durante los años 70, el color blanco.
El escudo del club es un escudo aguzado en la punta inferior y contiene los colores azul oscuro y azul claro. El escudo consta de un campo compuesto dividido en dos partes desiguales. En el tercio superior, más pequeño, las iniciales "E" y "C", por "Estudiantes Club", y en la parte más grande inferior, de izquierda a derecha, las iniciales "R", "I" y "M" entrelazadas alrededor de la I, por "Instituto Ramiro de Maeztu". La I ocupa y divide esta parte inferior en dos partes iguales. El tercio superior pequeño y la parte derecha inferior son de color azul oscuro y la parte izquierda inferior de color azul claro. Los bordes de los campos y del escudo son dorados, así como las letras.
Aunque Estudiantes no ha sido propenso a parafernalias como las animadoras, sí puede considerarse al delfín como mascota informal de Estudiantes. El origen de esta mascota está en las celebraciones de los aficionados del club en caso de eventos extraordinarios en la Plaza de la República Argentina, plaza muy cercana a la sede del club en el Pabellón Antonio Magariños, en el Instituto Ramiro de Maeztu. La plaza tiene una fuente central donde hay varias estatuas de parejas de delfines saltando sobre el agua. Por ello, esta plaza se conoce popularmente también como la "plaza de los delfines". Los delfines suelen representarse con el lomo azul y el abdomen blanco. Casualmente, los colores de la bandera de la República Argentina son también el azul claro y el blanco. El club cuenta como mascota con "El Delfín Ramiro" que se pasea por el campo y las gradas en los partidos como local.
En la jornada 5 de la temporada 2017/18 juega con una equipación rosa, en apoyo a la lucha contra el cáncer de mama.

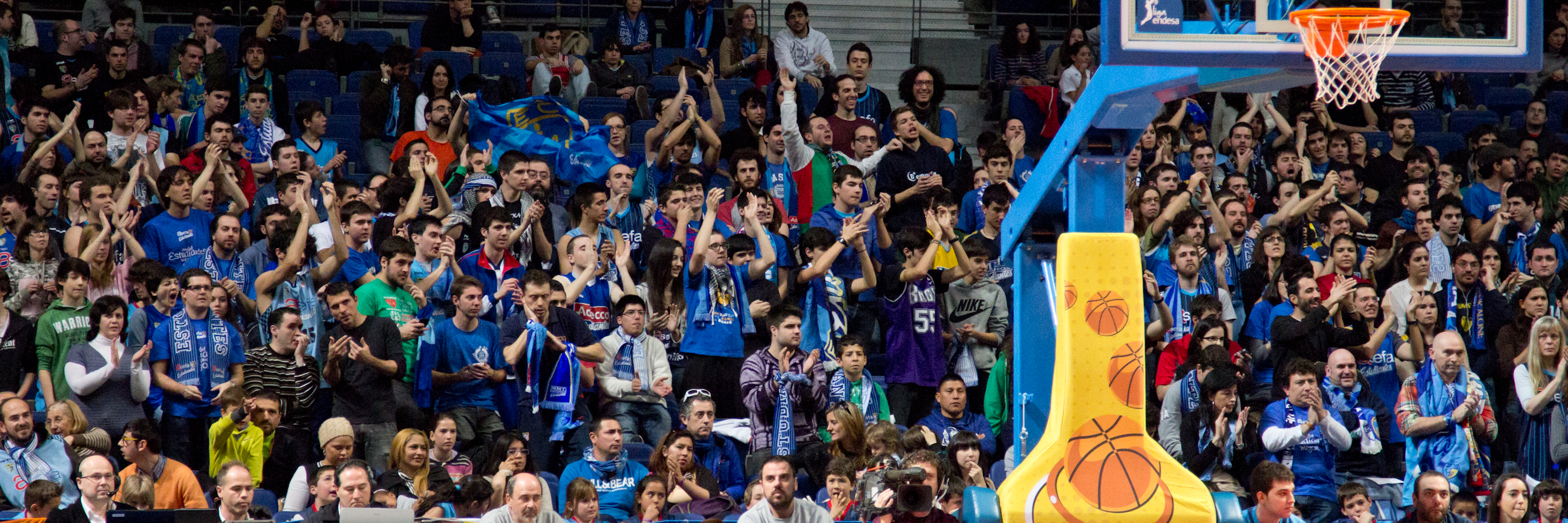
La Demencia.

## Historial

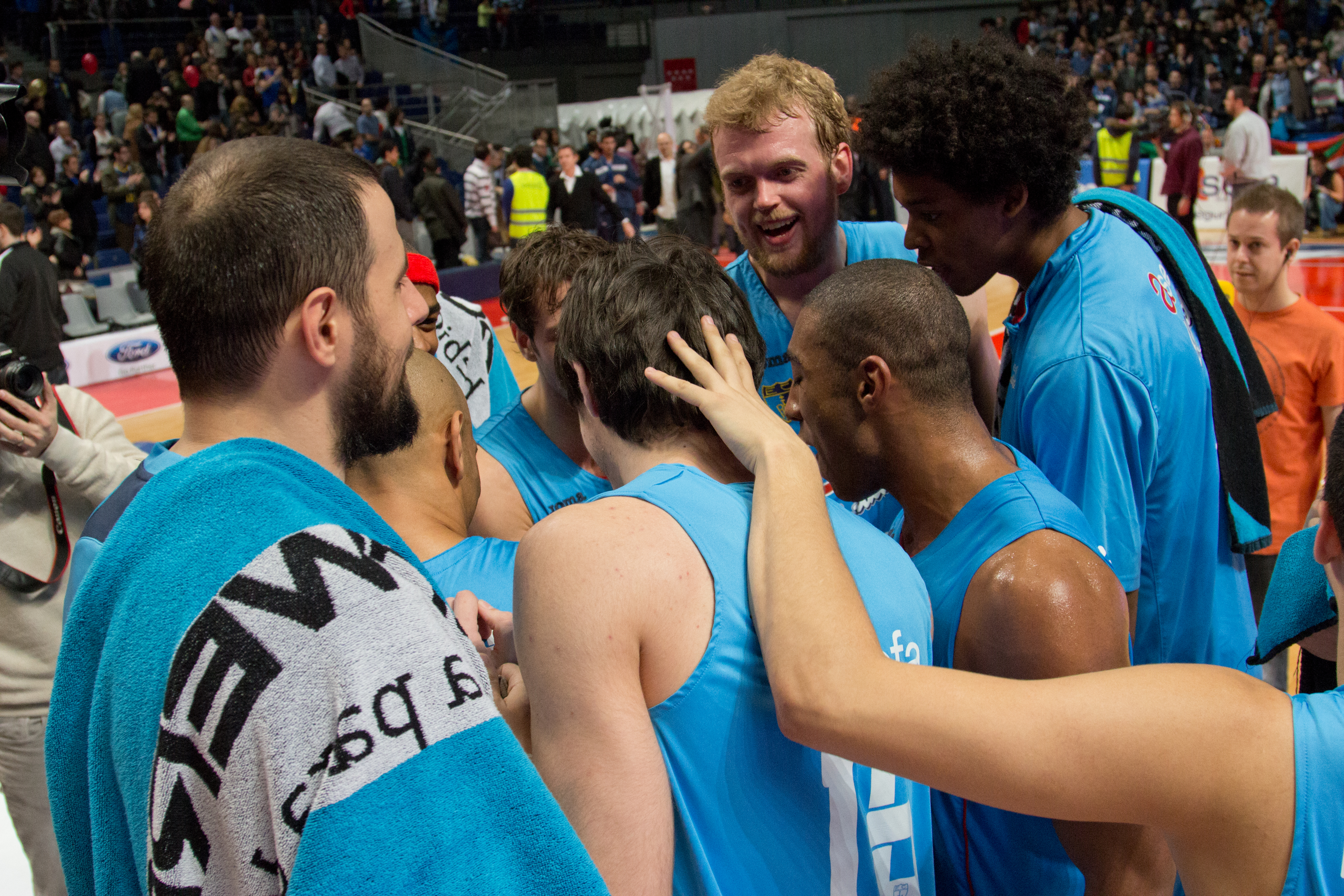
Los jugadores del Estudiantes celebran su triunfo en un partido de la Liga ACB.

### Palmarés e historial en competiciones europeas

#### Palmarés
- Euroliga: Semifinalista, jugando la Final a cuatro (junto con el Partizan de Belgrado, el Joventut de Badalona y el Olimpia de Milán):
  - 1991-1992 frente al Club Joventut de Badalona (91-69, Estambul)
- Copa Korac:
  - Subcampeón (1998-1999) frente al FC Barcelona (final a doble partido 93-77 en Madrid, y 97-70 en Barcelona)
  - Semifinalista (temporada 1999-2000)
- FIBA Cup:
  - 2006-2007: Semifinalista, Final a cuatro
- Recopa: Dos veces semifinalista (1974, 1976)
- Copa ULEB: Dos veces semifinalista (2003 y 2004)

#### Historial
- 1973-74: Debut europeo en competiciones oficiales, en la Recopa. Semifinalista.
- 1975-76: Recopa. Semifinalista.
- 1986-1987: Copa Korac: Liguilla de cuartos de final
- 1987-1988: Copa Korac: Liguilla de cuartos de final
- 1988-1989: Copa Korac: Liguilla de cuartos de final
- 1989-1990: No participa
- 1990-1991: Copa Korac: cuartos de final
- 1991-1992: Euroliga: Cuarto Clasificado
- 1992-1993: Euroliga: Liguilla de octavos de final
- 1993-1994: Copa Korac: Liguilla de octavos de final
- 1994-1995: Copa Korac: Liguilla de octavos de final
- 1995-1996: Copa Korac: Liguilla de octavos de final
- 1996-1997: Euroliga: Octavos de final
- 1997-1998: Euroliga: Octavos de final
- 1998-1999: Copa Korac: Subcampeón
- 1999-2000: Copa Korac: Semifinalista
- 2000-2001: Euroliga: Octavos de final
- 2001-2002: Copa Saporta: Octavos de final
- 2002-2003: Copa ULEB: Semifinalista
- 2003-2004: Copa ULEB: Semifinalista
- 2004-2005: Euroliga: Primera ronda
- 2005-2006: Copa ULEB: Primera ronda
- 2006-2007: FIBA Cup: Semifinalista, Final entre Cuatro
- 2007-2008: No participa
- 2008-2009: No participa
- 2009-2010: No participa
- 2010-2011: Eurocup: Cuartos de final
- 2011-2012: No participa
- 2012-2013: No participa
- 2013-2014: No participa
- 2014-2015: No participa
- 2015-2016: No participa
- 2016-2017: No participa
- 2017-2018: Basketball Champions League: Liguilla
- 2018-2019: Basketball Champions League: Fase Previa

### Historial en competiciones nacionales

#### Palmarés Liga
- 4 veces subcampeón de Liga:
  - 1962-63, 1967-68, 1980-81 y 2003-04.

#### Historial en Liga española
| - 1956-1957 Primera División: 5 - 1957-1958 Primera División: 5 - 1958-1959 Primera División: 6 - 1959-1960 Primera División: 10 - 1960-1961 Primera División: 7 - 1961-1962 Primera División: 3 - 1962-1963 Primera División: 2 - 1963-1964 Primera División: 5 - 1964-1965 Primera División: 4 |  | - 1965-1966 Primera División: 6 - 1966-1967 Primera División: 3 - 1967-1968 Primera División: 2 - 1968-1969 Primera División: 5 - 1969-1970 Primera División: 5 - 1970-1971 Primera División: 8 - 1971-1972 Primera División: 5 - 1972-1973 Primera División: 4 - 1973-1974 Primera División: 4 |  | - 1974-1975 Primera División: 7 - 1975-1976 Primera División: 4 - 1976-1977 Primera División: 6 - 1977-1978 Primera División: 7 - 1978-1979 Primera División: 4 - 1979-1980 Primera División: 8 - 1980-1981 Primera División: 2 - 1981-1982 Primera División: 11 - 1982-1983 Primera División: 10 |

#### Historial en laLiga ACB/Liga LEB Oro
| - 1983-1984 Liga ACB: 13 - 1984-1985 Liga ACB: 7 - 1985-1986 Liga ACB: 5 - 1986-1987 Liga ACB: 5 - 1987-1988 Liga ACB: 5 - 1988-1989 Liga ACB: 10 - 1989-1990 Liga ACB: 4 - 1990-1991 Liga ACB: 3 - 1991-1992 Liga ACB: 3 - 1992-1993 Liga ACB: 4 - 1993-1994 Liga ACB: 4 - 1994-1995 Liga ACB: 7 - 1995-1996 Liga ACB: 3 - 1996-1997 Liga ACB: 3 - 1997-1998 Liga ACB: 5 - 1998-1999 Liga ACB: 4 - 1999-2000 Liga ACB: 3 - 2000-2001 Liga ACB: 6 - 2001-2002 Liga ACB: 4 - 2002-2003 Liga ACB: 4 |  | - 2003-2004 Liga ACB: 2 - 2004-2005 Liga ACB: 4 - 2005-2006 Liga ACB: 8 - 2006-2007 Liga ACB: 9 - 2007-2008 Liga ACB: 14 - 2008-2009 Liga ACB: 13 - 2009-2010 Liga ACB: 7 - 2010-2011 Liga ACB: 12 - 2011-2012 Liga ACB: 17 (descenso a LEB no consumado por no poder ascender el Menorca Bàsquet) - 2012-2013 Liga ACB: 12 - 2013-2014 Liga ACB: 16 - 2014-2015 Liga ACB: 13 - 2015-2016 Liga ACB: 17 (descenso a LEB no consumado al no poder ascender el Burgos CB) - 2016-2017 Liga ACB: 11 - 2017-2018 Liga ACB: 11 - 2018-2019 Liga ACB: 16 - 2019-2020 Liga ACB: 18 (posición en la jornada 23. Suspensión de la competición por la pandemia de COVID-19) - 2020-2021 Liga ACB: 18 (descenso a LEB Oro) - 2021-2022 Liga LEB Oro: 3 - 2022-2023 Liga LEB Oro: 7 - 2023-2024 Liga LEB Oro: 3 - 2024-2025 Primera FEB: 4 |

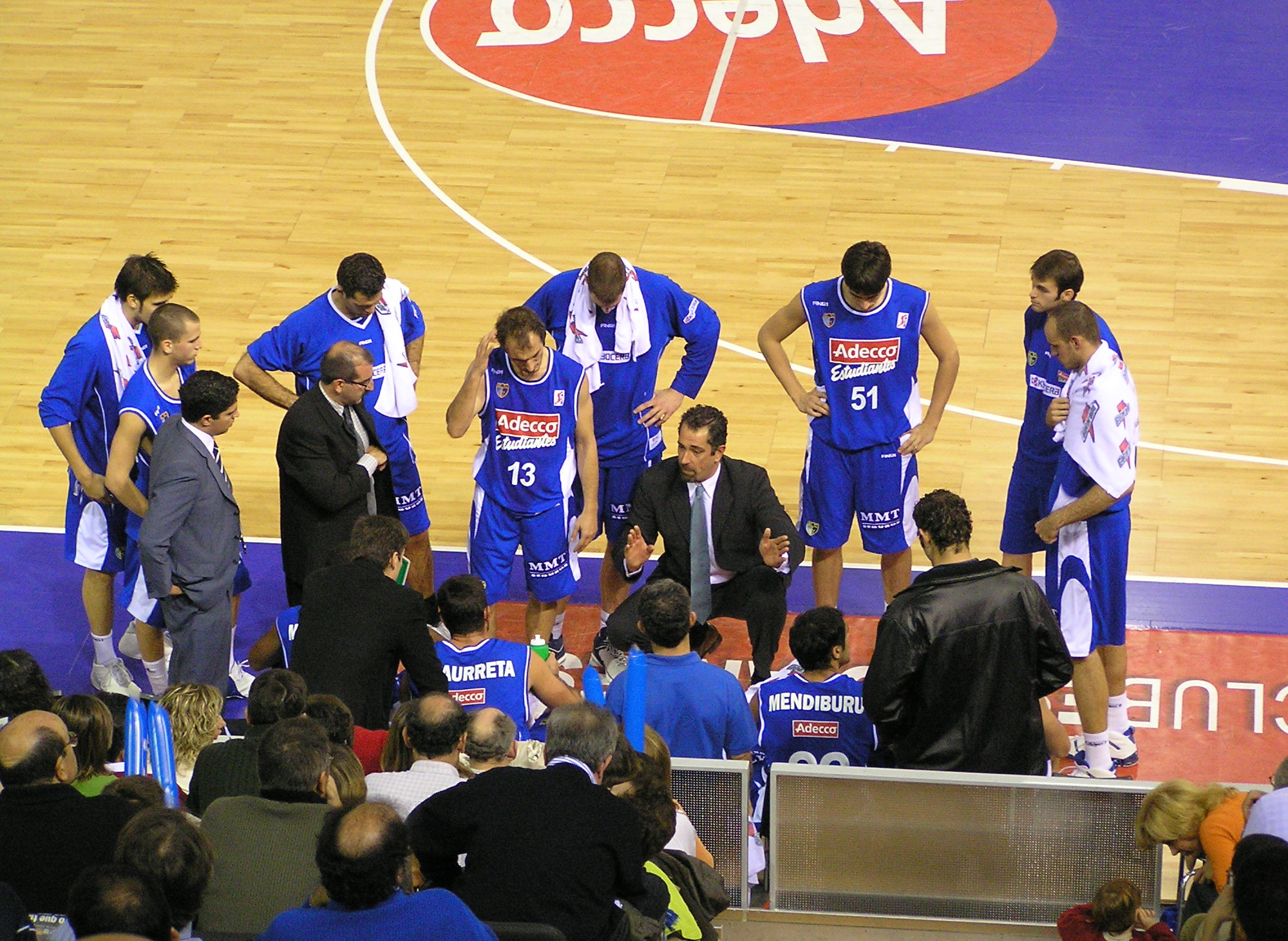
Tiempo muerto (partido Estudiantes-Pamesa, 19 de noviembre de 2005. En la foto se pueden ver entre otros a Sergio Rodríguez, Nacho Azofra, Carlos Suárez, Juan Antonio Orenga, Carlos Jiménez, Andrés Miso, Javier González y Mariano de Pablos

#### Palmarés Copa
- 3 veces campeón:
  - 1962-1963 frente al Real Madrid (94-90, San Sebastián)
  - 1991-1992 frente al CAI Zaragoza (61-56, Granada)
  - 1999-2000 frente al Pamesa Valencia (73-63, Vitoria)
- 4 veces subcampeón:
  - 1961-1962 frente al Real Madrid (80-66, Barcelona)
  - 1972-1973 frente al Real Madrid (123-79, Valencia)
  - 1974-1975 frente al Real Madrid (114-85, Jaén)
  - 1990-1991 frente al FC Barcelona (67-65, Zaragoza)

#### Otros trofeos nacionales
- Copa del Príncipe de Asturias de Baloncesto. 3 veces campeón:
  - 1985-1986 frente al Cacaolat Granollers (89-82, L'Alcora, Castellón)
  - 2021-2022 frente al Fundación Club Baloncesto Granada (73-72, Palacio de Deportes de la Comunidad de Madrid, Madrid)
  - 2023-2024 frente al Leyma Coruña (80-72, Palacio de Deportes de la Comunidad de Madrid, Madrid)

#### Trofeos regionales
Cuenta con 11 títulos de carácter regional.
- Torneo Comunidad de Madrid (9): 1988/89, 1990/91, 1992/93, 1993/94, 1996/97, 1999/00, 2001/02, 2002/03, 2003/04.
- Torneo de Madrid (Trofeo Marca) (1): 1964/65.
- Campeonato de Castilla (1): 1954/55.

## Cuerpo Técnico 2025-26
- Entrenador: Toni Ten
- Entrenador ayudante: Sergio Jiménez y Manuel Gil
- Delegado: Adolfo González
- Médico: Marta Pérez López
- Fisioterapeuta: Óscar Otín
- Preparador físico: León Lansac

## Entrenadores
| - Rafael Laborde (1948-1949, 1953-1955, 1956) - Miguel Parrilla (1949-1951) - Leopoldo Bermúdez (1951-1953) - Víctor Díaz (1955-1956) - Héctor Rodríguez (1956) (int.) - José Antonio Garrido (1956-1957) - Roberto Bermúdez (1957, 1959-1960, 1974-1975) - Emilio Tejada (1957-1958) - Ramón Uturbi (1958-1959) - Jaime Bolea (1960-1963) - Jesús Codina (1963-1964, 1973-1974, 1979-1981) - Francisco Hernández (1964-1965) - Ignacio Pinedo (1965-1973) | - Fernando Bermúdez (1975-1976) - José Ramón Ramos (1976-1979) - Fernando Martínez Arroyo (1979) - Antonio Gómez Carra (1981-1983) - Paco Garrido (1983-1988) - Miguel Ángel Martín (1988-1994) - Pepu Hernández (1994-2001, 2001-2005, 2011-2012) - Charly Sáinz de Aja (2001) - Juan Antonio Orenga (2005-2006) - Pedro Martínez (2006-2007) - Mariano de Pablos (2007) - Javier Carlos González (2007) (int.) - Velimir Perasović (2007-2008) - Luis Casimiro (2008-2011) - Trifón Poch (2012) | - Txus Vidorreta (2012-2015) - Diego Ocampo (2015-2016) - Alberto Lorenzo (2016) (int.) (2023) - Sergio Valdeolmillos (2016) - Salva Maldonado (2016-2018) - Josep Maria Berrocal (2018-2019) - Aleksandar Džikić (2019-2020) - Javier Zamora (2020-2021) - José Ramón Cuspinera (2021-2022) - Diego Epifanio (2022) - Javi Rodríguez (2022-2023) - Pedro Rivero (2023-2025) - Natxo Lezkano (2025) - Toni Ten (2025-act) |

## La cantera
Sin duda es una de las características esenciales del club, que lo identifican incluso fuera de España.
Los equipos alevines, infantiles, cadetes y juniors han conseguido numerosos trofeos en las diferentes competiciones nacionales y regionales a lo largo de los más de 75 años de historia del club. Muchos jugadores de Estudiantes han sido seleccionados para las selecciones sub-20, juniors, juveniles e infantiles. Un número de ellos han sido también seleccionados en la selección española absoluta y aparecen arriba en la sección jugadores históricos.
Como muestra, Estudiantes se proclamó campeón del llamado circuito sub-20, (con jugadores como Soria, Yusta, Clark, Soto, Aspe, etc.), torneo organizado por la Federación Española de Baloncesto y la ACB por primera vez en la temporada 2005/06, para jugadores menores de 20 años. Este torneo se conforma con varias concentraciones a lo largo de la temporada en varias ciudades y una final con los mejores 8 equipos.
Varios jugadores de este equipo vencedor del circuito Sub-20 fueron seleccionados para la selección española sub-20 de 2006 que disputó el Campeonato de Europa U20 en Turquía (Soria, Yusta, Beirán, Aspe, incorporándose también Carlos Suárez del equipo ACB), quedándose fuera de la selección definitiva Soria. Algunos seguidores cuestionan que Soria y Yusta, jugadores con un gran futuro por delante, tuvieran que salir del club, y en la temporada 2006/07 juegan en La Laguna en liga Leb2 (Soria) y en el equipo del Real Madrid de Leb2 (Yusta).
En la temporada 2005/2006, el club contaba además del equipo femenino en la máxima categoría, con equipo masculino en la liga EBA (liga amateur organizada por la Federación Española de Baloncesto) y con equipo en la primera división femenina, con 5 equipos masculinos y 2 femeninos en categoría júnior, seis equipos masculinos y tres femeninos en cadetes, cuatro equipos masculinos y dos femeninos en categoría infantil y siete equipos más entre pre-infantiles y alevines (mixtos). Además existe una Escuela de Baloncesto con unos cuatrocientos inscritos y se organizan durante el año varios campus y clinics.
En la temporada 2005/06, siete equipos de la cantera de Estudiantes tanto de categorías masculina como femenina de los diferentes grupos de edades se clasificaron para los Campeonatos de España de su categoría, siendo el único club de España en colocar tantos equipos en las fases finales de los campeonatos.
Sumando los equipos de cantera, las escuelas de la Fundación y los equipos de perfeccionamiento, Estudiantes cuenta con más 2.500 jugadores y jugadoras.

## Canchas de juego
Estudiantes ha jugado los partidos de liga y competiciones oficiales en las siguientes canchas o pabellones: 1) patio del Instituto Ramiro de Maeztu; 2) la "Nevera", pabellón primero descubierto, luego cubierto y más tarde con suelo de parqué, situado en el Instituto; 3) pabellón Polideportivo Antonio Magariños, también situado en terrenos del Instituto; 4) Palacio de los Deportes de la Comunidad de Madrid, en la zona de la Calle Goya (desde la temporada 1987/88 hasta la 2000/01, en que se destruyó el Palacio por un incendio); 5) Palacio de Vistalegre, en el distrito de Carabanchel, desde la temporada 2001/02 hasta la 2004/05, y 6) Madrid Arena, en la Casa de Campo, desde la temporada 2005/06. Durante la temporada 2010-11 ha alternado entre el Palacio de Vistalegre y el Palacio de Deportes de la Comunidad de Madrid. Desde la temporada 2011-12 en adelante juega únicamente en el Palacio de Deportes de la Comunidad de Madrid.
Tanto las canchas de los patios del Instituto como el Pabellón Polideportivo Magariños y "La Nevera", continúan utilizándose por los equipos de cantera de Estudiantes para entrenar y disputar sus partidos.
El 8 de enero de 2021, como consecuencia de la borrasca Filomena, que ocasionó la mayor nevada en cincuenta años en Madrid, la cubierta de la Nevera se derrumbó a causa del peso de la nieve, dejando la instalación inutilizable. La pérdida, teniendo en cuenta el uso intensivo durante cada jornada, durante siete días a la semana, tanto por el instituto como por el club, suposo un golpe durísimo. La Comunidad de Madrid anunció que en 2025 iniciará su reconstrucción.
El Estudiantes tenía planes para una Ciudad Deportiva en Sanchinarro, en el distrito de Hortaleza, después de que el Ayuntamiento de Madrid aprobara en un Pleno la cesión a la Fundación Estudiantes de dos parcelas, de 50.125 y 11.100 metros cuadrados.  El complejo deportivo iba a incluir un pabellón de grandes dimensiones (58 metros de ancho por 72 de largo), una piscina cubierta olímpica, una sala polivalente, un gimnasio y una gran sala multiusos. El proyecto nunca salió adelante por los problemas económicos del club.
En los mismos terrenos comenzó a funcionar en el curso 2010-2011 el Colegio Estudiantes Las Tablas, institución privada concertada, llevando a una dimensión educativa global los valores del Estudiantes en cuanto a "deporte y algo más". En 2012 la Fundación Estudiantes vendió el 50% del colegio. 

## Presidentes del club y personas homenajeadas por el club
Presidentes: Antonio Magariños (fundador, Jefe de Estudios del Instituto Ramiro de Maeztu) (1948-1964); Anselmo López (1964); José Hermida, profesor del Ramiro de Maeztu, desde 1964 a 1971; Pedro Dellmans, profesor del Ramiro de Maeztu, desde 1971 a 1983; Juan Francisco Moneo, profesor del Ramiro de Maeztu, desde 1983 a 1999; Alejandro González Varona, desde 1999 a 2004; Juan Francisco García (2005); Fernando Bermúdez, desde 2005 hasta marzo de 2008; Javier Tejedor, desde marzo de 2008 a julio de 2008; Juan Francisco García, desde julio de 2008 a diciembre de 2014; Fernando Galindo Perdiguero desde diciembre de 2014 a julio de 2022; Ignacio Triana Gracián desde julio de 2022.
Han recibido la llamada "insignia de oro y brillantes" como homenaje por parte del club las siguientes 15 personas: 
- Cuatro presidentes del club: José Hermida, Pedro Dellmans, Juan Francisco Moneo, Alejandro González Varona y Juan Francisco García;
- Francisco González, como Presidente de Argentaria, en su época de patrocinador del club;
- Tres exjugadores: Juan Antonio Martínez Arroyo, José Luis Sagi-Vela y John Pinone;
- Pepu Hernández, entrenador de la cantera, del equipo ACB muchos años y de la selección española. Pepu recibió la insignia en enero de 2006.
- Manolo Cavido y Petra Guzmán (personalidades importantes y entrañables en los primeros años del club, uno como delegado y otra atendiendo la cafetería del Instituto y a los hambrientos y sedientos niños jugadores)
- Alberto Toledano, como consejero delegado de Asefa Seguros (patrocinador del club)
- César Alierta, expresidente ejecutivo de Telefónica, presidente ejecutivo de la Fundación Telefónica.
- Luis Miguel Gilpérez, expresidente de Telefónica España.

Nacho Azofra tuvo en septiembre de 2007, tras su retirada, un partido homenaje entre leyendas del club en el Polideportivo Antonio Magariños. El base formado en el Ramiro de Maeztu sorprendió a todos los presentes vestido de torero. 
Carlos Jiménez fue homenajeado por su carrera como jugador del Estudiantes el 17 de febrero de 2013, día en que el equipo se enfrentaba al Club Baloncesto Málaga, el otro club en el que jugó Jiménez.
Hernán "Pancho" Jasen fue homenajeado el 1 de abril de 2012, día en que Estudiantes se enfrentaba al C.B.Sevilla, y el 9 de febrero de 2019, una vez retirado, en el partido Movistar Estudiantes- Morabanc Andorra.

## Entrenadores con formación en el club
- Antonio Díaz-Miguel
- Aíto García Reneses
- José Vicente Hernández
- Juan Antonio Orenga
- José Ramón Cuspinera

## Patrocinadores del club
- Monteverde (1971-77). Empresa de agua embotellada
- Mudespa (1978-81). Empresa de seguros
- Caja Postal (1981-87). Sector bancario
- Todagrés (1987-88). Empresa de cerámicas
- Bosé (1988-89). Empresa de sonido
- Caja Postal (1989-1992). Sector bancario
- Argentaria (1992-97). Sector bancario
- Adecco (1998-2006). Empresa de trabajo temporal
- MMT Seguros (2006-2009). Mutua de seguros
- Asefa (2009-2013). Compañía de seguros
- Tuenti Móvil (2013-2014). Operadora de telefonía móvil
- Movistar (2014- ).[29]  Operadora de telefonía